# Daniel Ciugureanu
Daniel Ciugureanu (n. 9 decembrie 1885, Șirăuți, Imperiul Rus – d. 5 mai 1950, Sighetu Marmației, Maramureș, România) a fost un politician român din Basarabia, deputat în Sfatul Țării de la Chișinău, Prim-ministru al Republicii Democratice Moldovenești, ministru pentru Basarabia în patru guverne ale României, deputat și senator la București, vicepreședintele Camerei Deputaților, vicepreședintele și președintele Senatului Regatului România Mare.
Doctorul Daniel Ciugureanu a fost unul dintre fondatorii și fruntașii Partidului Național Moldovenesc și unul dintre promotorii Unirii Basarabiei cu România.
Pe 24 ianuarie/6 februarie 1918, Sfatul Țării a votat în unanimitate pentru proclamarea independenței Republicii Democratice Moldovenești, iar în calitate de Prim-ministru al noii republici a fost ales doctorul Daniel Ciugureanu. De fapt a fost o reconfirmare a funcției prin prisma faptului că a fost ales Prim-director pe 16 ianuarie/29 ianuarie 1918. După Unire a fost ministru pentru Basarabia în patru guverne românești în perioada 9 aprilie/22 aprilie 1918 - 30 noiembrie 1919.
Daniel Ciugureanu a fost unul dintre oamenii de seamă ai vieții politice românești din prima jumătate a secolului trecut, personalitate care a contribuit esențial la Unirea Basarabiei cu Regatul României.
Daniel Ciugureanu era de părere că nu există provincie mai românească decât Basarabia, că aceasta este o parte vie a unui corp prin care pulsează sânge din aceeași inimă. El nu putea concepe Basarabia în afara renașterii și întregirii naționale. Concepția respectivă și-a format-o datorită cunoașterii temeinice a istoriei românilor.
Daniel Ciugureanu a participat la toate etapele realizării Unirii, motiv pentru care Nicolae Iorga aprecia: "Când spui Basarabia îți aduci aminte de Ciugureanu și când spui Ciugureanu îți aduci aminte de Basarabia."
Din arhiva lui Daniel Ciugureanu a rămas foarte puțin. Arhiva politicianului a fost distrusă practic în totalitate de către Securitatea comunistă română.

## Biografie
Daniel Ciugureanu a fost fiul preotului Alexandru Ciugureanu și al profesoarei Ecaterina Ciugureanu. S-a născut la 9 decembrie 1885, în satul Șirăuți, Ținutul Hotin, gubernia Basarabia (astăzi Șirăuți, Briceni, Republica Moldova). Provenind dintr-o familie nobilă de intelectuali a început învățătura în familie. Studiile primare le-a făcut în satul natal, cele secundare în orașul Bălți și la Seminarul Teologic din Chișinău. În 1905 a intrat la Facultatea de Medicină a Universității "Sfântul Vladimir" din Kiev. A susținut excelent examenele în fața comisiei medicale (septembrie-octombrie 1912) și a obținut pe 16 octombrie 1912 titlul de medic. A intrat în posesia Diplomei de medic chirurg-urolog pe 2 iulie 1913. A practicat chirurgia la spitalul din satul Vorniceni, Strășeni în 1913, la spitalul din Hîncești în 1914, la Spitalul "Regina Maria" din Chișinău în 1927, la Spitalul "Doctor Ion Cantacuzino" din București în 1938 și la Spitalul Central "I.O.V." din București în 1944.
S-a manifestat de timpuriu în lupta pentru emanciparea românilor din Basarabia. În 1908, împreună cu alți tineri basarabeni, a înființat cercul „Deșteptarea”. Din acest cerc au făcut parte Alexei Mateevici (autorul poeziei “Limba Noastră”), Simion Murafa, Ștefan Ciobanu, Ștefan Berechet, Dimitrie Bogos și alții. Daniel Ciugureanu a fost ales președintele cercului. Această asociație avea drept scop luminarea moldovenilor, deșteptarea conștiinței lor naționale și lupta pentru Unirea cu România. După doi ani, din cauza înăspririi regimului țarist, cercul a fost nevoit să-și suspende activitatea. Acțiunile lui Daniel Ciugureanu au atras atenția autorităților ruse care l-au arestat în Mai 1912.
În Mai 1913, un grup de intelectuali moldoveni au fondat la Chișinău revista, iar în 1914 și ziarul Cuvânt moldovenesc, care va deveni o piesă centrală în mișcarea pentru trezirea conștiinței naționale a moldovenilor. Prima ediție a ziarului a fost tipărită la 1 ianuarie 1914, iar ultima la 7 ianuarie 1919. Proprietarul revistei și ziarului a fost Vasile Stroiescu. Primul redactor-șef a fost Nicolae Alexandri, înlocuit la 2 aprilie 1917 cu Pantelimon Halippa. Printre colaboratorii revistei și ziarului "Cuvânt moldovenesc" au fost: Nicolae Alexandri, Pantelimon Halippa, Simion Murafa, Alexei Mateevici, Daniel Ciugureanu, Onisifor Ghibu, Gheorghe Stârcea, Ion Pelivan, Teodor Inculeț și alții. În aprilie 1917 ziarul a devenit oficiosul Partidului Național Moldovenesc.
În aprilie 1917 un grup de intelectuali și funcționari moldoveni au pus bazele Partidului Național Moldovenesc care își propunea să lupte pentru dobândirea drepturilor cetățenești și naționale pentru moldovenii din Basarabia și de dincolo de Nistru. Iată lista deputaților Partidului Național Moldovenesc care au obținut mandatele de deputat în Sfatul Țării (12 deputați după cum au fost înscriși): Vladimir Chiorescu, Teofil Ioncu, Ion Pelivan, Daniel Ciugureanu, Alexandru Groapă, Gheorghe Buruiană, Porfirie Fală, Anton Crihan, Teodor Corobceanu, Eufimie Popovici, Ion Codreanu și Mihail Minciună.
Daniel Ciugureanu se informa mereu despre evoluția evenimentelor politice și pe măsură ce Imperiul Rus se dezintegra - el și-a intensificat acțiunile unioniste, organizând adunări și activând în sprijinul Partidului Național Moldovenesc. La 16 mai 1917 în comuna Lăpușna, Hîncești (astăzi Lăpușna, Hîncești, Republica Moldova) Daniel Ciugureanu organizează o mare întrunire populară pe care o prezidează. Cu această ocazie se organizează secția de plasă a Partidului Național Moldovenesc.
Printre hotărârile adoptate atunci au fost:
- Biserica din Basarabia trebuie să fie independentă. Preoții nu pot fi decât moldoveni. Slujba dumnezeiască să se facă în limba noastră strămoșească.
- Școala trebuie să fie adevăratul izvor de lumină și știință. Toată învățătura în școlile noastre să se facă în limba strămoșească.
- Tot pământul din Basarabia să fie dat la țărani și plugari fără plată.
- Colonizarea pământurilor Basarabiei cu străinii să se oprească.

Președintele adunării: D. Ciugureanu; Președintele comitetului de voloște: V. Ungureanu; Secretarul comitetului de voloște: M. Sarandea.
La 20 octombrie/2 noiembrie - 27 octombrie/9 noiembrie 1917 a avut loc în Casa Eparhială din Chișinău - Congresul Soldaților Moldoveni, la care au participat aproximativ 1.000 de delegați de la diferite unități militare. Congresul a hotărât printre altele crearea Sfatului Țării – organ suprem de conducere al Basarabiei. În acest scop a fost format un Birou de organizare din care a făcut parte și Daniel Ciugureanu. Datorită muncii pline de abnegație depusă de biroul de organizare, Sfatul Țării și-a putut deschide ședința inaugurală la 21 noiembrie/4 decembrie 1917. 
Daniel Ciugureanu a fost delegat în Sfatul Țării din partea Partidului Național Moldovenesc și a fost deputat în Sfatul Țării de la 21 noiembrie/4 decembrie 1917 până la 16 ianuarie/29 ianuarie 1918.
La 16 ianuarie/29 ianuarie 1918, Dr. Daniel Ciugureanu a fost ales de către Sfatul Țării în calitate de președinte al Consiliului de Miniștri al Republicii Democratice Moldovenești.
În această perioadă, fiind conducător de guvern, a respins pretențiile teritoriale ale Ucrainei care dorea să anexeze de la început nordul Basarabiei (Hotinul) și sudul Basarabiei (Bugeacul), iar mai apoi și toată Basarabia. În calitate de prim-ministru a făcut tot posibilul ca să fie oprite omorurile, violurile și jafurile venite din partea ostașilor bolșevizați ruși, care aflându-se în retragere de pe frontul român spre Rusia, devastau moșiile moldovenilor și jefuiau populația din Basarabia. Pentru a opri dezmățul și anarhia, premierul Daniel Ciugureanu a fost nevoit să solicite ajutor Armatei Române.
La 24 ianuarie/6 februarie 1918, Sfatul Țării a proclamat independența Republicii Democratice Moldovenești, iar Daniel Ciugureanu în calitatea lui de prim-ministru a salutat această decizie. În aceeași calitate a emis un act diplomatic de recunoaștere a independenței Republicii Democratice Moldovenești următoarelor state: Anglia, Franța, Germania, Grecia, Italia, Statele Unite ale Americii, Turcia, etc. Cu toate acestea, Daniel Ciugureanu nu considera că Basarabia trebuie să rămână independentă pentru totdeauna concepând starea de suveranitate ca moment preliminar pentru Unirea cu România. De câteva ori se deplasează la Iași pentru a discuta cu oficialii români chestiunile legate de Unire. A discutat personal cu Regele Ferdinand I al României, cu mareșalul Alexandru Averescu, cu Alexandru Marghiloman și cu Nicolae Iorga.
La 27 martie/9 aprilie 1918, Sfatul Țării în frunte cu Ion Inculeț a votat cu majoritatea voturilor pentru Unirea Basarabiei cu România, iar Daniel Ciugureanu în calitatea sa de prim-ministru a salutat această decizie.
La 28 martie/10 aprilie 1918, a doua zi după Unire, Daniel Ciugureanu împreună cu Pantelimon Halippa, Ștefan Ciobanu și Ion Pelivan, a făcut parte din delegația care a dus la Iași Actul Unirii Basarabiei cu România. Actul Unirii a fost înmânat solemn Regelui Ferdinand I al României. După Unire a demisionat din funcția de premier pentru a intra în guvernul României ca reprezentant al Basarabiei. Conform condițiilor Unirii, Basarabia urma să aibă doi reprezentanți proprii în guvernul României. Ion Inculeț și Daniel Ciugureanu au fost aleși miniștri pentru Basarabia în guvernul României.
Daniel Ciugureanu a fost ministru pentru Basarabia în patru guverne românești: în Guvernul Alexandru Marghiloman, în Guvernul Constantin Coandă, în Guvernul Ion I.C. Brătianu (5) și în Guvernul Artur Văitoianu.
La 1 septembrie 1919, Dr. Daniel Ciugureanu fiind ministru pentru Basarabia în guvernul român Guvernul Ion I.C. Brătianu (5) a fost trimis de către Ion I.C. Brătianu într-o misiune specială la Paris, la lucrările Conferinței de Pace. Inițial se preconiza că va sta acolo o lună, dar șederea lui Daniel Ciugureanu la Paris în calitate de diplomat s-a prelungit pe mai multe luni. 
La 10 noiembrie 1919, la Londra, Radu Rosetti, alături de Ion Pelivan și Daniel Ciugureanu, delegați ai guvernului român, participau la o întâlnire cu Winston Churchill. După felicitările protocolare, care, în esență, subliniau efortul militar și bravura trupelor române în timpul războiului – mai ales în condițiile anarhiei bolșevice ce domnea în rândurile trupelor ruse – secretarul Ministerului de război englez vorbea despre oportunitatea unei înțelegeri cu Anton Denikin în care "și-a pus toată încrederea" și "cine îl va ajuta îi va fi prieten". Daniel Ciugureanu a pus problema garanțiilor engleze în conjunctura unei viitoare înțelegeri a guvernului român cu comandantul forțelor alb-gardiste din Ucraina. Winston Churchill nu a răspuns acestei obiecții, declinând tacit orice competență. Dar în contextul în care Anton Denikin a părăsit comanda trupelor alb-gardiste ale generalului Piotr Vranghel și a înfrângerilor suferite de acestea, potențialul aranjament nu a mai fost de actualitate.
La 19 noiembrie 1919, Pantelimon Halippa adresează din Chișinău o scrisoare lui Ion Pelivan și Dr. Daniel Ciugureanu, aflați la lucrările Conferinței de Pace de la Paris. La 16 noiembrie 1919 deputații și senatorii Basarabiei românești au votat o moțiune de aderare la Actul Unirii votat de Sfatul Țării în 1918. Scrisoarea trimisă oficial printr-un Ambasador conținea această moțiune.
În 1919 - 1920, Daniel Ciugureanu împreună cu ministru de externe al Basarabiei, Ion Pelivan, participă la Conferința de Pace de la Paris din 1919 și Tratatul de la Paris (1920), ca reprezentanți ai Basarabiei, unde s-a pus punctul definitiv în chestiunea Unirii Basarabiei cu România. Tot în această perioadă Daniel Ciugureanu a participat la Londra și Paris la mai multe congrese, unde a explicat publicului european despre unitatea națională a românilor.
După aceea a fost ales parlamentar în repetate rânduri:
- Deputat de Iași (1919)
- Deputat de Cetatea Albă (1922)
- Vicepreședintele Camerei Deputaților (1922-1923)
- Depuatat de Lăpușna (1926)
- Deputat de Hotin (1933)
- Senator de Tighina (1935)
- Vicepreședintele și Președintele Senatului Regatului România Mare (1936-1937)

În 1932, Daniel Ciugureanu se stabilește cu traiul în București. După cedarea Basarabiei către URSS în iunie 1940, aproximativ 120.000 de basarabeni și bucovineni s-au refugiat în capitala României și în alte locuri din țară. La București s-a înființat "Cercul Basarabenilor". Conducerea cercului avea următoarea componență: președinte de onoare – Ion Inculeț, președinte executiv – Daniel Ciugureanu, vicepreședinți – Gherman Pântea și Nicolae Bosie-Codreanu, membrii – Pantelimon Halippa, Ion Pelivan, Petru Cazacu și alții. Acest cerc a avut ca scop ajutorul material al refugiaților basarabeni și plasarea lor în câmpul muncii.
În 1942, Daniel Ciugureanu a fost mobilizat la război în calitate de medic militar în gradul de căpitan. S-a pensionat în 1946.
În noaptea de 5/6 mai 1950, Noaptea demnitarilor, a fost arestat și potrivit istoricilor Constantin C. Giurescu și Ion Nistor, a murit la 6 mai 1950, la Turda, în timpul transportării foștilor demnitari la Închisoarea Sighet. A suferit un atac de congestie cerebrală în duba în care era transportat la închisoare. A fost dus la spitalul din Turda, unde a decedat. Potrivit evidențelor securității a decedat la 9 mai 1950 în penitenciarul Sighet.
Moartea lui Daniel Ciugureanu a survenit în circumstanțe suspecte. Informațiile oficiale privind moartea lui Daniel Ciugureanu reprezintă un fals grosolan. Se presupune că a fost îngropat în "Cimitirul sărăcilor" de la Sighetu Marmației, iar locul exact unde se află osemintele Martirului nefiind cunoscut până în prezent. Gheorghe Ciugureanu, fiul politicianului, a ridicat, în 1993, la Sighet, o Troiță în memoria Martirului. Troița în memoria lui Daniel Ciugureanu se află alături de Troița în memoria altui Martir al neamului român, Iuliu Maniu. Tot în 1993, la Mănăstirea Cernica din București, Gheorghe Ciugureanu a ridicat un Cenotaf (mormânt fără oseminte) pentru Daniel Ciugureanu. Cenotaful se află între mormintele lui Ion Pelivan și Pantelimon Halippa.

## Alte activități

### Publicist
Daniel Ciugureanu a fost redactorul revistei "Cuvânt moldovenesc", o publicație apărută la Chișinău în 1913.
În 1922 Daniel Ciugureanu a fost colaboratorul revistei "Cugetul Românesc" din București. Această revistă a publicat  articole scrise de Tudor Arghezi, Lucian Blaga, Ion I.C. Brătianu, Vintilă Brătianu, Ion Minulescu și de alți  gânditori ai epocii.
Între 1924 și 1932 Daniel Ciugureanu a fost proprietarul și directorul ziarului "Cuvântul Basarabiei" din Chișinău.
Daniel Ciugureanu a publicat articole alături de Nicolae Iorga, Nicolae Titulescu, Vasile Goldiș, Simion Mehedinți, Dimitrie Gusti, Onisifor Ghibu și alții, în reviste pentru probleme sociale și economice, una din ele fiind revista "Societatea de Mâine", editată între 1925 și 1930.

### Medic
Dr. Daniel Ciugureanu a fost chirurg-urolog, doctor în științe medicale, inspector general sanitar tehnic în specialitatea chirurgie și urologie la Ministerul Muncii, Sănătății și Ocrotirilor Sociale, medic militar în gradul de căpitan, Medic Primar al Serviciului de Urologie la Spitalul "Regina Maria" din Chișinău (1927), Medic Primar al Serviciului de Urologie la Spitalul "Dr. I. Cantacuzino" din București (1938) și Medic Primar al Serviciului de Urologie la Spitalul "I.O.V." din București (1944).

## Decorații
Lista decorațiilor lui Daniel Ciugureanu:
- Ordinul Coroana României în gradul de Mare Cruce, 30 Martie 1918 (12 aprilie 1918)
- Ordinul Steaua României în gradul de Mare Ofițer, 21 Octombrie 1922
- Crucea Comemorativă a Războiului 1916-1918 fără barete, 15 Februarie 1924
- Ordinul Ferdinand I în gradul de Mare Ofițer, 19 Aprilie 1931
- Medalia Ferdinand I, 31 Martie 1932
- Ordinul Național „Serviciul Credincios” în gradul de Mare Ofițer, 7 Aprilie 1933
- Semnul onorific Vulturul României în gradul de Comandor, cl. II-a, 9 Mai 1935